# Via Frangipane
Via Frangipane är en gata i Rione Monti i Rom. Gatan löper från Via degli Annibaldi till Via del Colosseo.

## Beskrivning
Gatan är uppkallad efter familjen Frangipane. Familjen bar ursprungligen namnet De Imperatore. Det berättas en viss Cencio De Imperatore delade ut bröd åt Roms behövande vid en hungersnöd under medeltiden. Denna välgörenhet fick namnet "frangere panem" (latin: "bryta brödet") och Cencio antog namnet Frangipane.

## Omgivningar
Kyrkobyggnader och kapell
- Santa Maria del Buon Consiglio
- Santa Maria in Carinis

Gator och gränder
- Via del Colosseo
- Via del Cardello
- Via del Buon Consiglio
- Vicolo del Buon Consiglio
- Via del Pernicone
- Via Vittorino da Feltre
- Via delle Carine
- Via del Tempio della Pace

## Bilder
| - Santa Maria del Buon Consiglio. - Santa Maria in Carinis. |